# Wataru Harada
Wataru Harada (japanisch 原田 亘 Harada Wataru; * 22. Juli 1996 in der Präfektur Hyōgo) ist ein japanischer Fußballspieler.

## Karriere
Wataru Harada erlernte das Fußballspielen in der Schulmannschaft der Seiryo High School sowie in der Universitätsmannschaft der Nippon Sport Science University. Seinen ersten Profivertrag unterschrieb er 2019 beim FC Imabari. Der Verein aus Imabari, einer Stadt in der Präfektur Ehime, spielte in der vierten japanischen Liga, der Japan Football League. Ende 2019 stieg man als Tabellendritter in die dritte Liga auf. 2019 stand er 30-mal in der vierten Liga auf dem Spielfeld. Sein Drittligadebüt gab Wataru Harada am 27. Juni 2020 im Auswärtsspiel gegen FC Gifu. Hier stand er in der Startelf und spielte die kompletten 90 Minuten. Nach insgesamt 83 Ligaspielen und zehn geschossenen Toren, wechselte er im Januar 2022 nach Tosu zum Erstligisten Sagan Tosu. Am Ende der Saison 2024 belegte er mit Sagan Tosu den letzten Tabellenplatz und musste somit in die zweite Liga absteigen. Nach dem Abstieg verließ er den Verein und schloss sich im Januar 2025 dem Erstligisten Kashiwa Reysol an.